# Yamaha YM3812

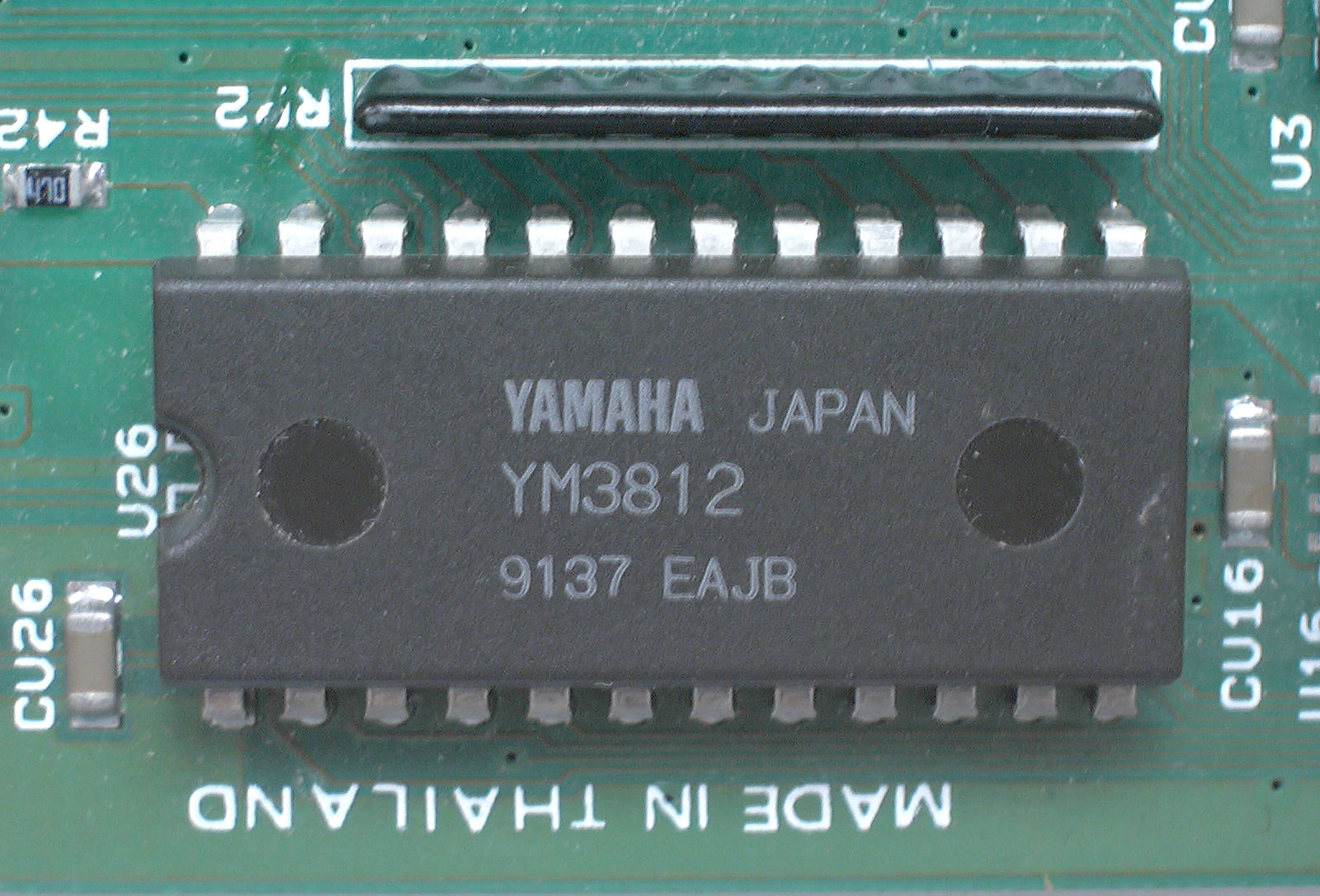
Yamaha YM3812

De Yamaha YM3812, ook bekend als OPL2 is een geluidschip (of geïntegreerde schakeling) en beroemd om zijn brede toepassing in pc-geluidskaarten als AdLib en Sound Blaster. De YM3812 is achterwaartscompatibel met de YM3526 waaraan slechts drie nieuwe golfvormen aan toegevoegd zijn. De hieraan verwante YM2413 is een vereenvoudigde variant. De chip beschikt over 244 verschillende alleen-schrijven-registers. Ze kan negen kanalen van geluid produceren, elk bestaand uit twee oscillatoren. Elke oscillator kan sinusgolven produceren die in drie andere golfvormen kunnen worden gewijzigd.
Het negatieve deel van de sinus kan worden gedempt of worden omgekeerd, pseudo-zaagtandgolven (1/4-sinusgolven, enkel omhoog met stiltesecties er tussen) kunnen ook worden geproduceerd).
Deze enigszins vreemde manier om golfvormen te produceren geeft de YM3812 een kenmerkend geluid. Elke golfgenerator heeft zijn eigen ADSR-envelopegenerator. De hoofdmethode van synthese is frequentiemodulatiesynthese, waar een van de kanaaloscillatoren de andere moduleert.